# Възкресение Христово (Драгарино)
Вижте пояснителната страница за други значения на Възкресение Христово.
„Възкресение Христово/Господне“ (на македонска литературна норма: „Воскресение Христово“) е възрожденска църква в битолското село Драгарино, част от Преспанско-Пелагонийската епархия на Македонската православна църква – Охридска архиепископия.
Църквата е гробищен храм. Построена е на километър южно над селото в Облаковската планина в 1878 година. Представлява малък еднокорабен храм с голям затворен трем на запад.